# 恩斯特-罗伯特·格拉维茨
恩斯特-罗伯特·格拉维茨（德語：Ernst-Robert Grawitz，1899年6月8日—1945年4月24日）是一位納粹德國時期的內科醫生與準軍事組織「親衛隊」的高級官員。

## 親衛隊生涯
恩斯特-罗伯特·格拉维茨於1899年6月8日出生於柏林西部的城鎮夏洛滕堡。身為親衛隊警察與帝國醫學總監，格拉维茨同時亦擔任德國紅十字會的領導人。
格拉维茨相當支持納粹德國政府「根除同性戀的病態世界」的企圖，同時亦廣泛參與「治癒」同性戀的研究。研究過程中，大量納粹集中營內的囚犯遭格拉维茨與其團隊實施人體實驗。此外，他還負責多項集中營內的人體實驗項目。
格拉维茨也是旨在殺害精神病患者與身心障礙者的T4行動的領導團隊成員，同時也自1939年起擔任兒童安樂死計畫的負責人之一；其主要職責是決選出負責執行這些死亡計畫的醫生。
除此之外，親衛隊與非親衛隊研究人員均希望能獲取集中營內的囚犯作為實驗項目的人體“白老鼠”。為了能穩定獲得囚犯「供給」，有意願者均必須向格拉维茨提出申請；後者再將申請案彙整後交予親衛隊全國領袖海因里希·希姆萊進行最終批准程序。
第二次世界大戰的歐洲戰事接近尾聲時，格拉维茨在元首地堡內擔任納粹德國元首阿道夫·希特勒的內科醫生。當他聽聞其他政府官員均準備離開柏林躲避來襲的蘇聯紅軍時，格拉维茨亦懇求希特勒准允他離開，但遭希特勒拒絕。

## 死亡
隨著蘇聯軍隊越發接近柏林，格拉维茨在其波茨坦－巴伯爾斯貝格的住處內以手榴彈杀死了自己与家人。2004年德語電影《帝國毀滅》對此事有所描述。